# Algimantas Šalna
Algimantas Šalna (ur. 12 września 1959 w Vidiškės) – litewski biathlonista startujący w barwach Związku Radzieckiego, mistrz olimpijski i dwukrotny mistrz świata.

## Kariera
Pierwszy sukces w karierze osiągnął w 1983 roku, zdobywając razem z Jurijem Kaszkarowem, Piotrem Miłoradowem i Siergiejem Bułyginem złoty medal w sztafecie na mistrzostwach świata w Anterselvie. Na tej samej imprezie zajął 20. miejsce w biegu indywidualnym i siódme w sprincie.
Najbliżej indywidualnego medalu był podczas igrzysk olimpijskich w Sarajewie w 1984 roku, gdzie zajął piąte miejsce w sprincie. Trzy dni później sztafeta ZSRR w składzie: Dmitrij Wasiljew, Jurij Kaszkarow, Walerij Miedwiedcew i Algimantas Šalna wywalczyła złoty medal. Były to jego jedyne starty olimpijskie.
Ostatni medal zdobył podczas mistrzostw świata w Ruhpolding razem z Kaszkarowem, Bułyginem i Andriejem Zienkowem ponownie zwyciężając w sztafecie. W startach indywidualnych zajął dziewiąte miejsce w biegu indywidualnym i 17. miejsce w sprincie.
W zawodach Pucharu Świata zadebiutował 10 lutego 1982 roku w Mińsku, zajmując 14. miejsce w biegu indywidualnym. Tym samym już w swoim debiucie zdobył pierwsze punkty. Na podium zawodów tego cyklu pierwszy raz stanął 11 lutego 1983 roku w Anterselvie, wygrywając sprint. 
Wyprzedził Petera Angerera z RFN i Franka-Petera Roetscha z NRD. W kolejnych startach jeszcze pięć razy plasował się w czołowej trójce: 5 marca 1985 roku w Lahti wygrał bieg indywidualny, 4 marca 1985 w Lahti i 7 stycznia 1984 roku w Falun wygrał sprinty, a 3 marca 1984 roku w Oberhofie i 12 stycznia 1985 roku w Mińsku kończył sprinty na drugiej pozycji. Najlepsze wyniki osiągnął w sezonie 1982/1983, kiedy zajął szóste miejsce w klasyfikacji generalnej.
W 1983 roku zdobył mistrzostwo ZSRR w biegu indywidualnym i sztafecie.
Po zakończeniu kariery zawodniczej został trenerem. Prowadził żeńską reprezentację Stanów Zjednoczonych w latach 1994-2006.

## Osiągnięcia

### Igrzyska olimpijskie
| Rok  | Miejscowość | Konkurencje | Konkurencje | Konkurencje | Konkurencje | Konkurencje | Konkurencje | Konkurencje |
| Rok  | Miejscowość | IN          | SP          | PU          | MS          | RL          | MR          | SR          |
| ---- | ----------- | ----------- | ----------- | ----------- | ----------- | ----------- | ----------- | ----------- |
| 1984 | Sarajewo    | –           | 5.          | nd.         | nd.         | 1.          | nd.         | –           |

### Mistrzostwa świata
| Rok  | Miejscowość | Konkurencje | Konkurencje | Konkurencje | Konkurencje | Konkurencje | Konkurencje | Konkurencje |
| Rok  | Miejscowość | IN          | SP          | PU          | MS          | RL          | MR          | SR          |
| ---- | ----------- | ----------- | ----------- | ----------- | ----------- | ----------- | ----------- | ----------- |
| 1982 | Mińsk       | 14.         | 11.         | nd.         | nd.         | –           | nd.         | –           |
| 1983 | Anterselva  | 20.         | 7.          | nd.         | nd.         | 1.          | nd.         | –           |
| 1985 | Ruhpolding  | 9.          | 17.         | nd.         | nd.         | 1.          | nd.         | –           |

### Puchar Świata

#### Miejsca w klasyfikacji generalnej
| Sezon     | Miejsce |
| --------- | ------- |
| 1981/1982 | ?       |
| 1982/1983 | 6.      |
| 1983/1984 | 12.     |
| 1984/1985 | 14.     |

#### Miejsca na podium chronologicznie
| Lp. | Dzień       | Rok  | Miejscowość | Konkurencja                | Lokata | Pudła   | Czas biegu | Strata | Zwycięzca           |
| --- | ----------- | ---- | ----------- | -------------------------- | ------ | ------- | ---------- | ------ | ------------------- |
| 1.  | 11 lutego   | 1983 | Anterselva  | Sprint na 10 km            | 1.     | 0+0     | 32:18,9    | –      | –                   |
| 2.  | 4 marca     | 1985 | Lahti       | Sprint na 10 km            | 1.     | 0+0     | 32:46,9    | –      | –                   |
| 3.  | 5 marca     | 1985 | Lahti       | Bieg indywidualny na 20 km | 1.     | 1+0+0+1 | 1:13:40,6  | –      | –                   |
| 4.  | 7 stycznia  | 1984 | Falun       | Sprint na 10 km            | 1.     | 1+1     | 29:59,6    | –      | –                   |
| 5.  | 3 marca     | 1984 | Oberhof     | Sprint na 10 km            | 2.     | 0+2     | 30:50,6    | +19,5  | Frank-Peter Roetsch |
| 6.  | 12 stycznia | 1985 | Mińsk       | Sprint na 10 km            | 2.     | 3       | 32:17,2    | +15,9  | Jurij Kaszkarow     |